# ایهور یمچوک
ایهور یمچوک (اوکراینی: Ігор Федорович Ємчук؛ ۲ دسامبر ۱۹۳۰ – ۵ مارس ۲۰۰۸) قایقران روئینگ اهل اتحاد جماهیر شوروی سوسیالیستی بود.
وی در مسابقات کشوری و بین‌المللی در مجموع برندهٔ ۱ مدال طلا، ۲ مدال نقره، ۲ مدال برنز شده‌است.